# Twin Peaks (San Francisco)
Pour les articles homonymes, voir Twin Peaks.

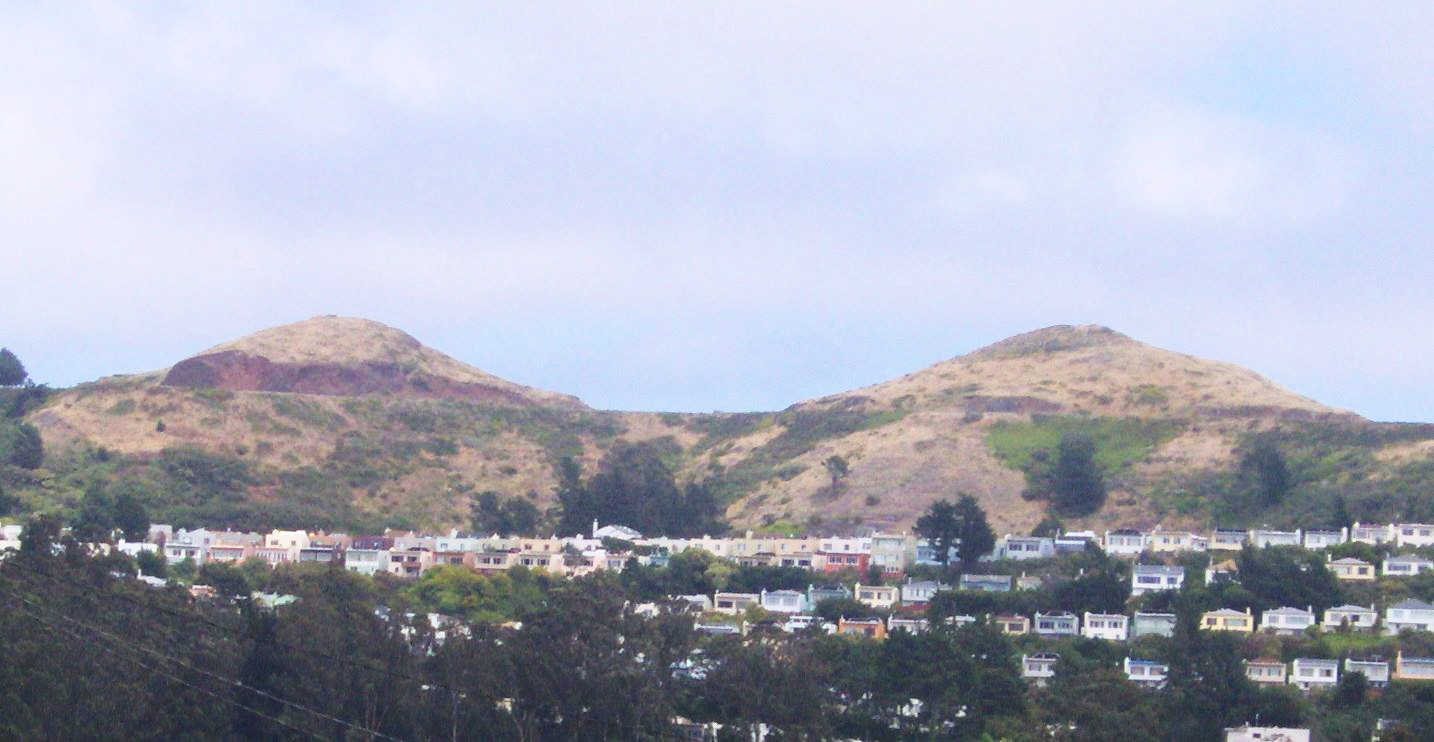
Les deux collines : Twin Peaks.

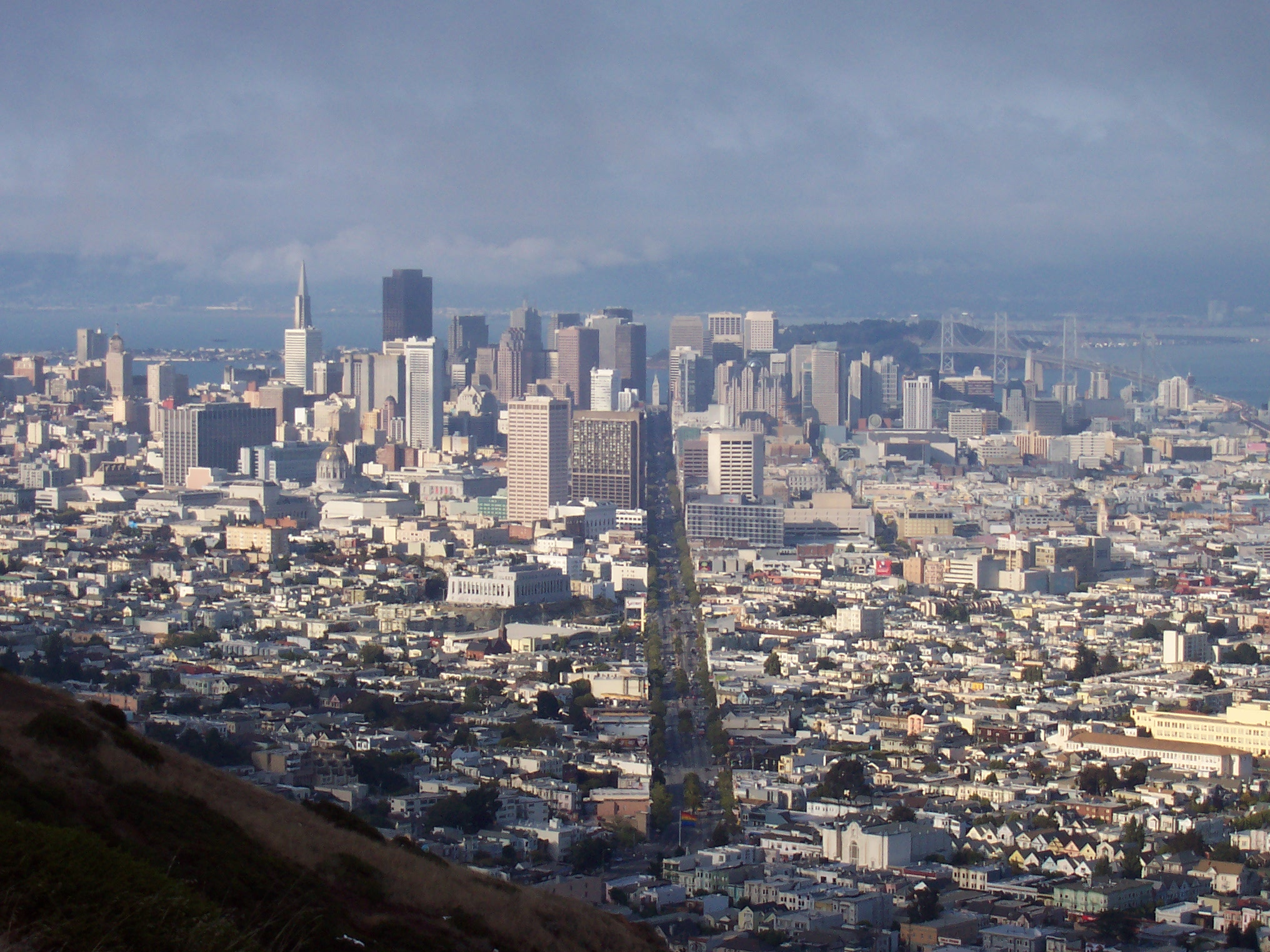
Vue de Twin Peaks sur le centre de San Francisco.

Les Twin Peaks, littéralement les « pics jumeaux », sont deux collines culminant à environ 280 mètres et situées à San Francisco, en Californie.
Elles représentent le deuxième plus haut point de la ville après le Mont Davidson. Twin Peaks Boulevard est la seule route qui mène au sommet des collines, rejoignant Christmas Tree Point sur la face nord, où un parking et une esplanade offrent une vue sur l'essentiel de San Francisco et sa baie.
L'un des nombreux réservoirs de la ville est situé au nord des collines, à l'extrémité est de Palo Alto Avenue.
Le tunnel de Twin Peaks du métro Muni traverse Twin Peaks, reliant le centre-ville à West Portal et la partie sud-ouest de la ville. Il n'existe pas de transports publics permettant l'accès direct au sommet des collines, mais la ligne de bus 37 Corbett y a un arrêt près d'un sentier remontant vers Crestline Drive.
Le nom de Twin Peaks est également utilisé pour désigner le quartier entourant les collines.

## Démographie
En 2000, environ 40 % des électeurs potentiels du district Twin Peak/Corona Heights se déclaraient « gay, bisexuel ou autres », à comparer avec les 11 % pour l'ensemble de la ville.